# Malo Središte
Malo Središte (kyrillisch Мало Средиште, rumänisch Srediştea oder Prneaora, ungarisch Kisszerend, deutsch Klein-Sredischte) ist ein zur Gemeinde Vršac gehörender Ort im Verwaltungsbezirk Južni Banat im Südosten der Provinz Vojvodina in Serbien. Er liegt unmittelbar am Nordhang des Höhenzugs Vršačke Planine.

## Bevölkerung
Die Einwohnerzahl von Malo Središte ist auf unter 70 gesunken, davon sind etwa 90 Prozent Rumänen, fünf Prozent Serben und fünf Prozent Ungarn. Dadurch wird im Ort neben Serbisch auch Rumänisch und Ungarisch gesprochen.

## Kultur und Sehenswürdigkeiten
Im Dorf gibt es eine vielbesuchte Kirche. Am Fuß des Gudurički vrh (höchstgelegener Punkt der Vojvodina) befindet sich eine Kapelle mit angeschlossenem Kloster, das noch heute bewirtschaftet wird. Regelmäßig kommen Reisebusse zur Besichtigung des Klosters ins Dorf.
Daneben gibt es noch zahlreiche Quellwasserstellen zwischen dem Dorf und dem Gipfel des Guduricki Vrh.

## Wirtschaft und Infrastruktur
Malo Središte ist mittlerweile mit Wasserleitungen und Telefonanschlüssen versorgt. Die rumänische Schule des Dorfes hat (bis zur 4. Klasse) ist aufgrund des Mangels an Schülern geschlossen. Für die weiterführende Schulbildung müssen die Jugendlichen die Schule im 15 Kilometer entfernten Vršac besuchen. Die Nahversorgung ist nicht mehr gewährleistet; der einzige Dorfladen, der die Bevölkerung mit Grundnahrungsmitteln und Gegenständen des täglichen Bedarfs versorgte, wurde mit dem Tod der Besitzerin nicht mehr weitergeführt.
Die Dorfstraßen bestehen hauptsächlich aus Asphalt. Auch die Straße von Vršac bis Malo Središte ist asphaltiert.
Koordinaten: 45° 10′ N, 21° 24′ O